# كورتيس صموئيل
كورتيس صموئيل (بالإنجليزية: Curtis Samuel)‏ هو لاعب كرة قدم أمريكية أمريكي، ولد في 11 أغسطس 1996 في بروكلين في الولايات المتحدة.